# 104e Infanteriedivisie (Verenigde Staten)
De 104e Infanteriedivisie, bijgenaamd de Timberwolves, was een belangrijke eenheid van het Amerikaanse leger tijdens de Tweede Wereldoorlog. 
De divisie voerde haar operaties uit onder zware omstandigheden en speelde een sleutelrol in de bevrijding van grote delen van West-Europa, waarbij ze haar vechtlust en vastberadenheid demonstreerde in verschillende veldslagen tegen de Duitse Wehrmacht.
De divisie werd opgericht in 1921 als een reservedivisie, maar op 15 september 1942 werd ze daadwerkelijk geactiveerd om in actieve dienst te treden tijdens de oorlog. Hun training was in Camp Adair, Oregon, onder het bevel van generaal-majoor Gilbert R. Cook. De divisie bestond uit drie infanterieregimenten: het 413e, 414e en 415e regiment. Vanaf 7 augustus 1944 vocht de eenheid bijna 200 dagen lang in West-Europa en speelde een belangrijke rol in de bevrijding van België, Nederland en West-Duitsland. In april 1945 werd de divisie verplaatst naar de Harz, waar ze het concentratiekamp Mittelbau-Dora bevrijdde. 
Op 3 juli 1945 begon de divisie aan haar terugkeer naar de Verenigde Staten. Na aankomst werden de soldaten gedemobiliseerd, en op 20 december 1945 werd de divisie officieel gedeactiveerd.
Na het einde van de Tweede Wereldoorlog werd de eenheid in 1946 opnieuw geactiveerd, met een focus op de opleiding van reservepersoneel. Sinds 2007 draagt de eenheid haar huidige naam en is zij gespecialiseerd in de training van zowel officieren als onderofficieren. Tegenwoordig is het een trainingseenheid gevestigd in Fort Lewis in de Amerikaanse staat Washington.

## Samenstelling
- Headquarters, 104th Infantry Division
  - 413th Infantry Regiment
  - 414th Infantry Regiment
  - 415th Infantry Regiment
  - Headquarters and Headquarters Battery, 104th Infantry Division Artillery
    - 385th Field Artillery Battalion (105 mm)
    - 386th Field Artillery Battalion (105 mm)
    - 387th Field Artillery Battalion (155 mm)
    - 929th Field Artillery Battalion (105 mm)

  - 329th Engineer Combat Battalion
  - 329th Medical Battalion
  - 104th Counter Intelligence Corps Detachment
  - 104th Cavalry Reconnaissance Troop (Mechanized)
  - Headquarters, Special Troops, 104th Infantry Division
    - Headquarters Company, 104th Infantry Division
    - 804th Ordnance Light Maintenance Company
    - 104th Quartermaster Company
    - 104th Signal Company
    - Military Police Platoon
    - Band

  - 750th Tank Battalion (attachiert 16. November bis 23. Dezember 1944 und 6. Februar bis 22. Mai 1945)
  - 784th Tank Battalion (attachiert 31. Dezember 1944 bis 3. Februar 1945)
  - 692nd Tank Destroyer Battalion (attachiert 29. Oktober 1944 bis 7. März 1945)
  - 817th Tank Destroyer Battalion (attachiert 1. April bis 9. Juni 1945)
  - 555th Anti-Aircraft Artillery Automatic Weapons Battalion (attachiert 26. Oktober 1944 bis 24. Mai 1945)

## Acties in Europa
Eind augustus 1944 stak de divisie de Atlantische Oceaan over en landde op 7 september 1944 in Frankrijk. Daar werd ze toegewezen aan het III Corps van het 9e Leger. Vervolgens vond verdere voorbereiding plaats op haar gevechtsmissie in het departement Manche.
De divisie was ingedeeld bij het Britse I Corps van het Eerste Canadese Leger, dat deel uitmaakte van de 21e Legergroep onder leiding van Bernard Montgomery, net als de 7e Pantserdivisie van de Amerikaanse strijdkrachten. Hun missie was het ondersteunen van de Brits-Canadese troepen tijdens de Slag om de Schelde. Op 23 oktober losten ze de Britse 49e (West Riding) Infanteriedivisie af bij Wuustwezel. De Amerikaanse troepen kregen de taak om een front van ongeveer 35 kilometer te beveiligen als onderdeel van Operatie Pheasant, langs de Belgisch-Nederlandse grens. De 104e Infanteriedivisie had hierbij een frontbreedte van ongeveer 8 kilometer. De commandant, Terry de la Mesa Allen, had het plan om zijn drie regimenten naar voren te sturen om de Duitse troepen aan te vallen.

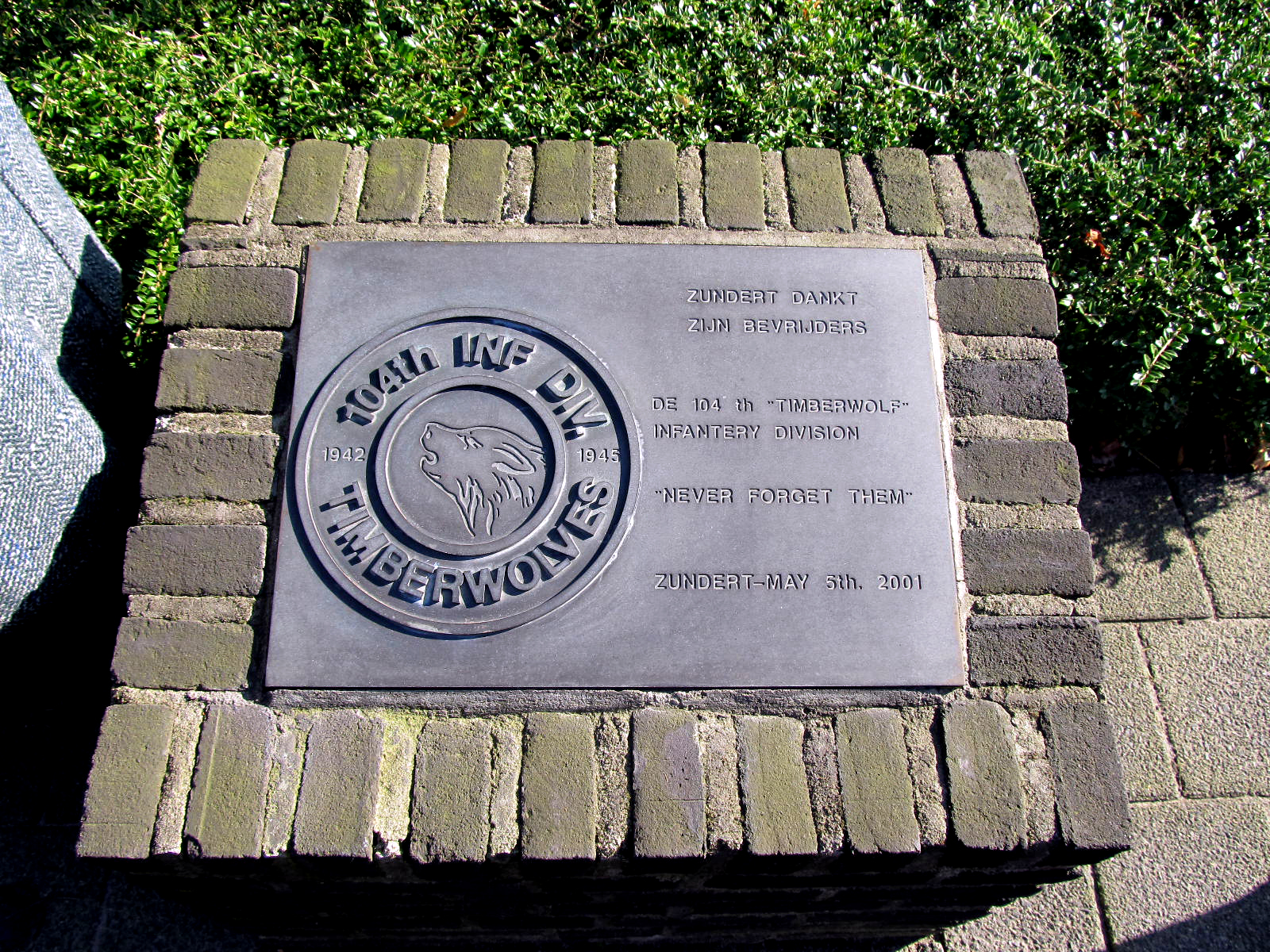
Timberwolves WO II: Bevrijdingsmonument in Zundert, Nederland

De gevechtsmissie van de divisie begon op 25 oktober met als eerste einddoel de bevrijding van Zundert. De Duitse linies waren dun en fragmentarisch. Ze hadden echter een aantal goed ontwikkelde posities en vertraagden de Amerikaanse opmars met mijnen, boobytraps en wegversperringen. De opmars was stabiel, maar verliep traag omdat de infanterie per definitie te voet is. De weersomstandigheden waren regenachtig, vochtig en koud en de grond was modderig. De dertigste oktober, na vijf dagen van voortdurende actie, had de divisie een doorbraak van meer dan 20 kilometer bereikt en was ze in het zicht van de kleine rivier de Mark . Onderweg was Zundert bevrijd en controleerde de divisie nu de weg van Breda naar Roosendaal . Leur en Etten vielen vervolgens op 31 oktober. 
Op 2 november slaagde de 104e Infanteriedivisie erin om bij Standdaarbuiten een bruggenhoofd over de Mark te vestigen, waar de rest van de divisie vervolgens gebruik van maakte. Dit succes leidde tot het ineenstorten van het Duitse verzet in de provincie Noord-Brabant. De daaropvolgende twee dagen werden besteed aan het achtervolgen van de vijand. Op 5 november werd Zevenbergen bevrijd en bereikte de divisie de Maas. Op dezelfde dag ontving generaal Terry de la Mesa Allen het bevel om het grootste deel van zijn divisie naar de omgeving van Aken te verplaatsen. Tot 7 november bleven enkele eenheden achter om het gebied rond Moerdijk veilig te stellen. De divisie werd daarna toegewezen aan het VII Corps van het 1e Leger.
De gevechten in de Belgische Noorderkempen en de provincie Noord-Brabant hadden een zware tol geëist van de divisie, met in totaal 1.426 slachtoffers, waaronder 313 doden en 103 vermisten. Montgomery en de Canadese bevelhebbers feliciteerden de Timberwolves met hun prestatie, en Allen verspreidde kopieën van hun lofbetuigingen onder zijn regimenten. Daarnaast stuurde hij een persoonlijke bedankbrief door de hele divisie met de inmiddels beroemde slogan: "Nothing in Hell must stop the Timberwolves!" Deze leus belichaamde de vastberadenheid en vechtlust van de divisie, die bekendstond om hun nachtelijke aanvallen en onvermoeibare vooruitgang tegen de Duitse linies tijdens de campagne in West-Europa.
Na het opruimen van de mijnen door de Koninklijke Marine werd begin december 1944 de toegang tot de haven van Antwerpen heropend.

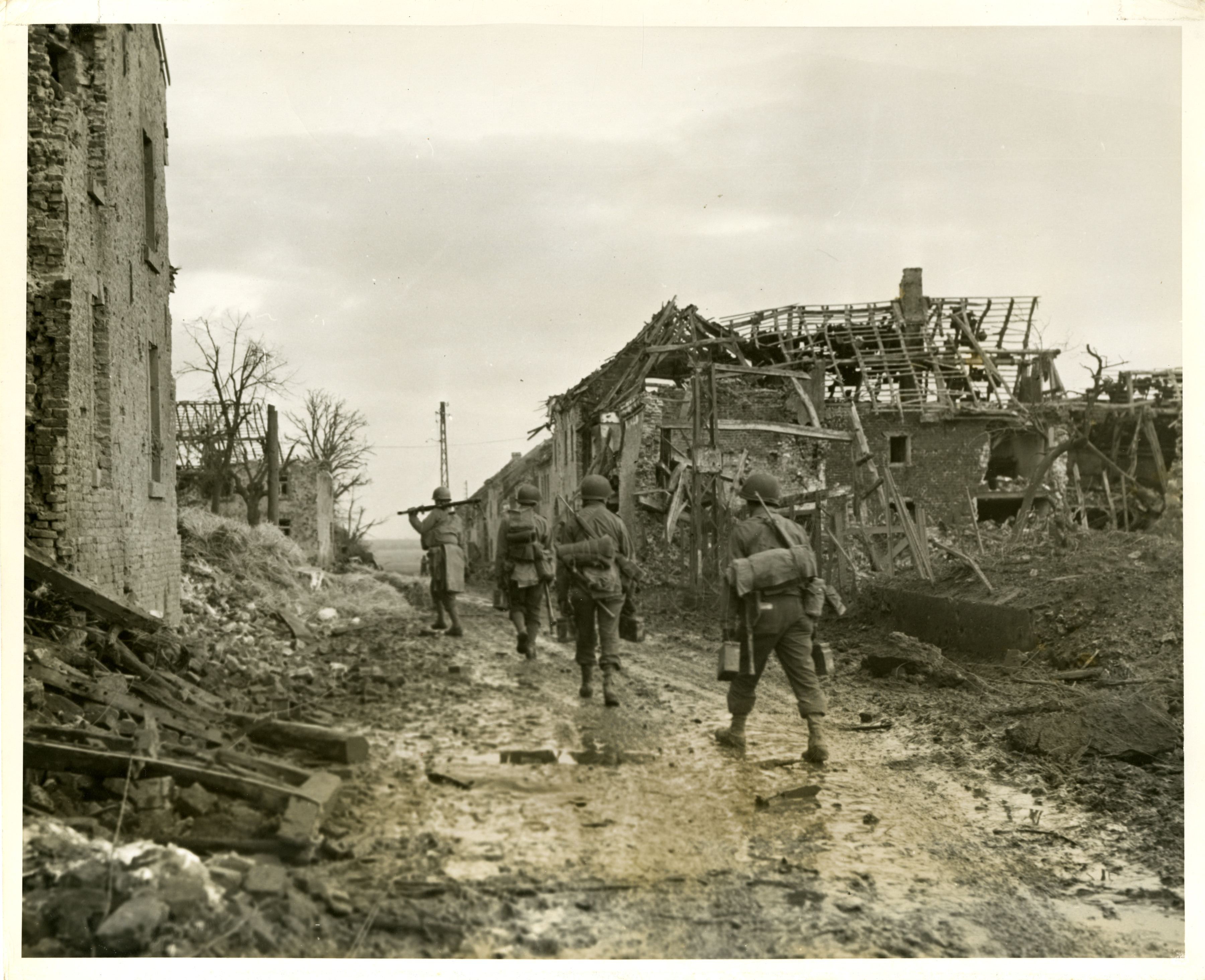
Infanteristen van het 104e in het verwoeste Luchterberg, 11 december 1944

Vanaf 16 november 1944 ondernam de divisie haar volgende offensieve operatie. Ze nam Stolberg in en bleef ondanks hevige weerstand vooruitgaan. Eschweiler viel op 21 november in hun handen en de vijandelijke troepen werden teruggedrongen uit de gebieden ten westen van de Inde . Inden werd op 2 december ingenomen en Lucherberg werd de volgende dag verdedigd tegen Duitse tegenaanvallen. Alle Duitse sleutelposities ten westen van de Roer waren op 23 december veroverd. 

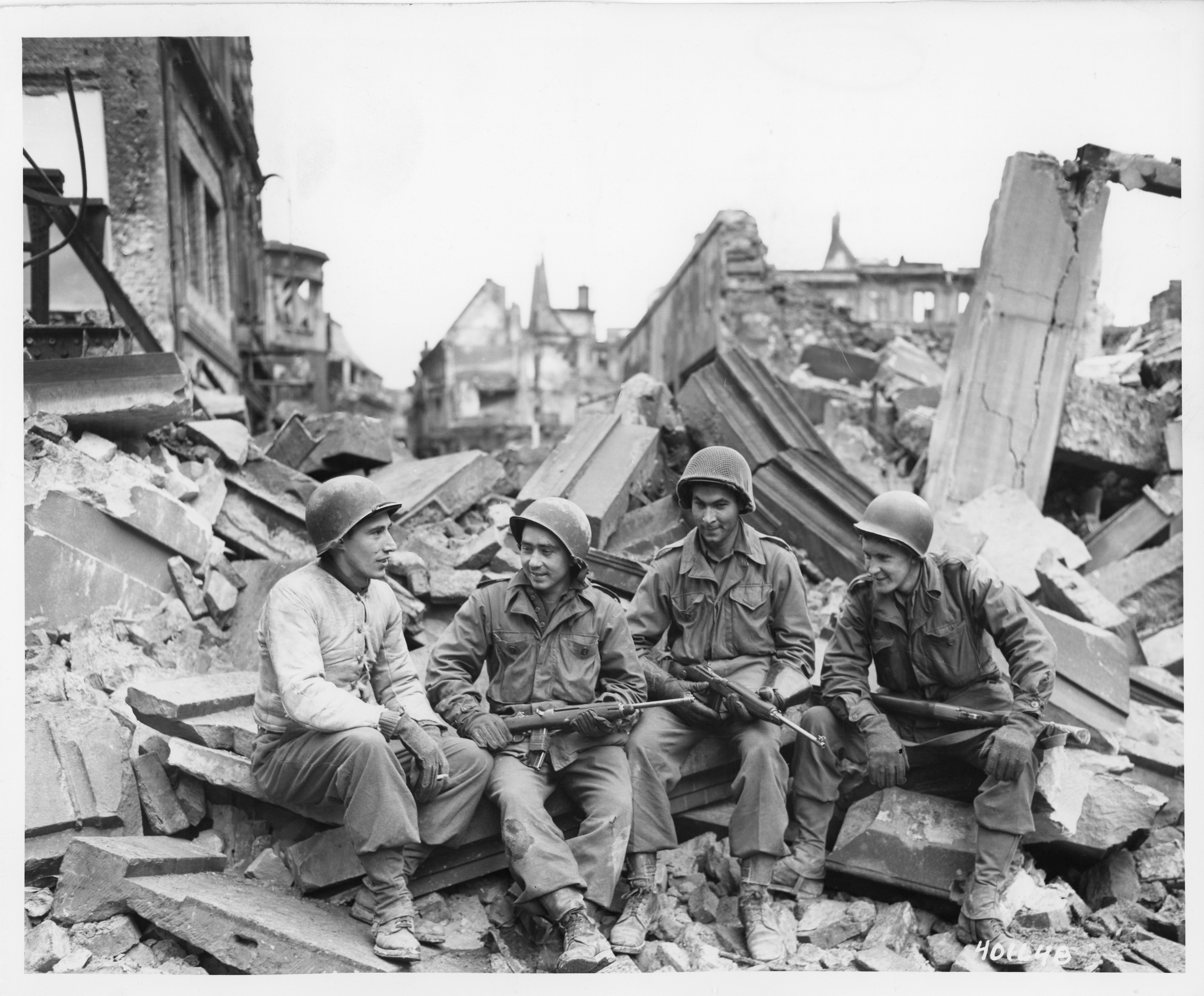
Infanteristen van het 415e Infanterieregiment, onderdeel van de Timberwolves, in de ruïnes van Keulen, 8 maart 1945

Na een fase van consolidatie en het veiligstellen van het veroverde gebied, nam de divisie deel aan de afsluiting van het Ruhrgebied. De 104e Infanteriedivisie weerstond hevige Duitse tegenaanvallen bij Medebach en veroverde Paderborn op 1 april 1945. Na een korte hergroepering rukte de divisie opnieuw oostwaarts op en stak op 8 april de Weser over. Op 11 april 1945 speelde de divisie een belangrijke rol bij de bevrijding van het grote concentratiekampcomplex Mittelbau-Dora nabij Nordhausen. De divisie bereikte de Mulde op 21 april, en op 26 april werd contact gelegd met eenheden van het Rode Leger nabij Pretzsch aan de Elbe.
Na het einde van de oorlog meldde de divisie dat ze meer dan 51.000 vijandelijke soldaten had gevangengenomen.

## verliezen

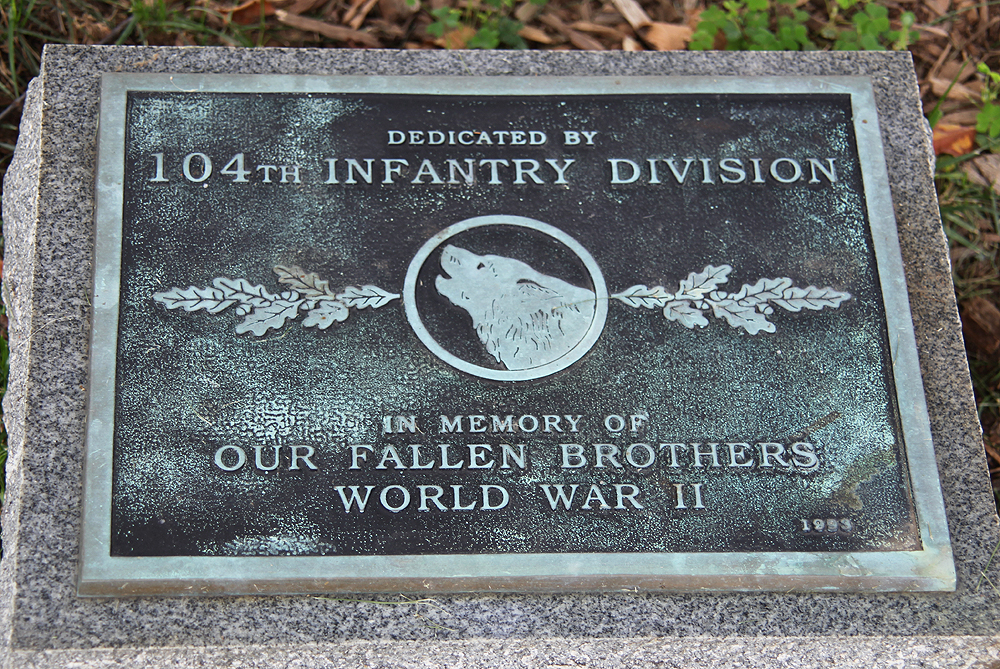
Arlington National Cemetery, een van de meest prestigieuze militaire begraafplaatsen in de Verenigde Staten, herbergt vele monumenten die de nagedachtenis van de gevallenen in ere houden, waaronder dit specifieke cenotaaf voor de divisie van de Timberwolves.

De totale gevechtsverliezen van de divisie bedroegen 7.011 manschappen, verdeeld als volgt:
- Gesneuveld: 1.294
- Gewond: 5.305
- Vermist: 385
- Gevangengenomen: 27

Daarnaast waren er 6.396 ongevallen buiten gevechtshandelingen.
Totaal: 13.407 

## Naoorlogse periode tot vandaag

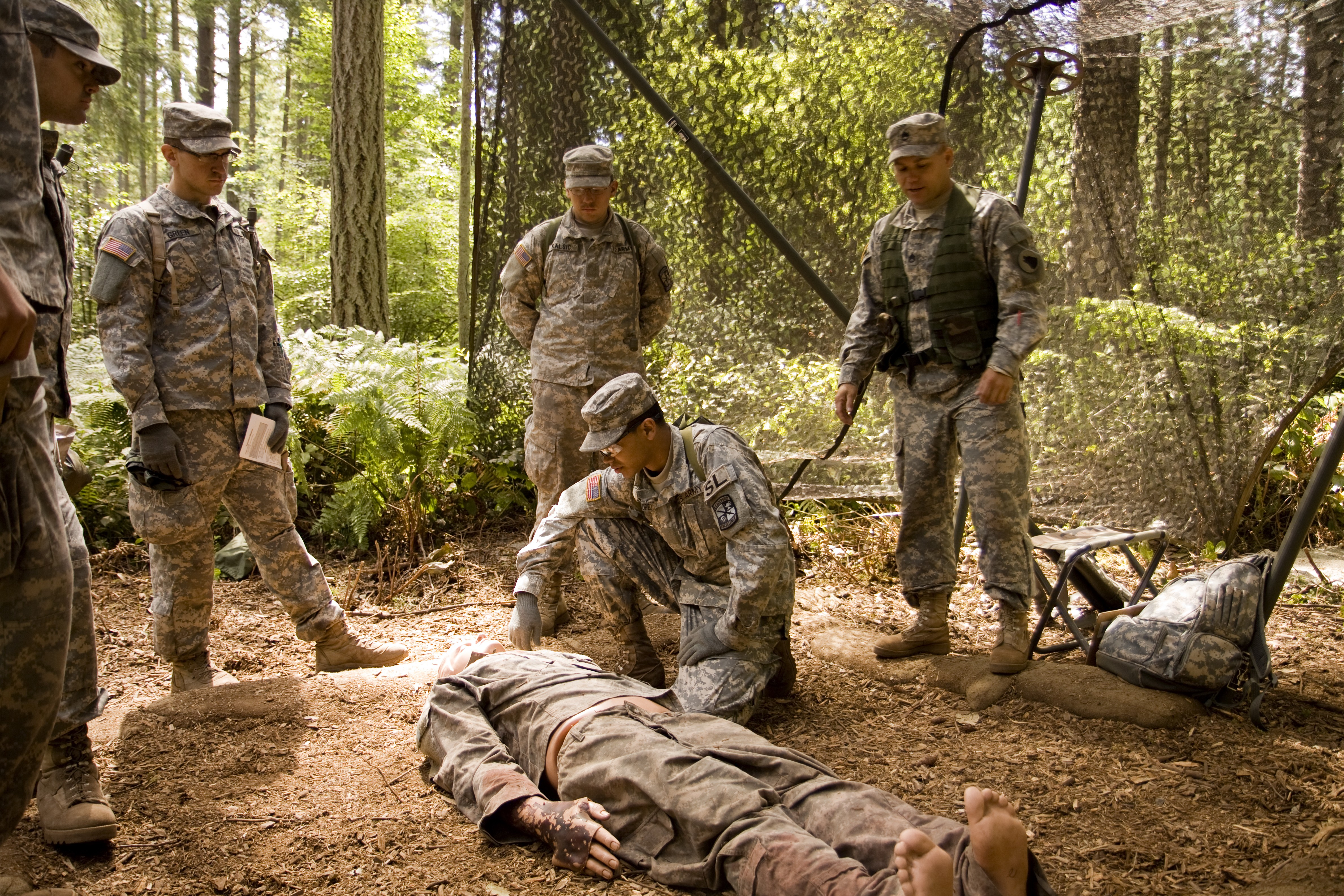
In juli 2011 werd op Joint Base Lewis-McChord in de staat Washington een training gehouden die deel uitmaakt van het Reserve Officers' Training Corps (ROTC) programma, waarbij cadetten uit verschillende universiteiten deelnamen aan intensieve militaire oefeningen en leiderschapstraining.

Op 1 december 1946 werd de divisie gereactiveerd in Portland, Oregon, als onderdeel van de Army Reserve en begon met trainingsprogramma's voor nieuwe reservisten. Het eerste zomertrainingskamp vond plaats in juli 1948, waarbij 300 nieuwe reservisten werden opgeleid. Tegen 1952 was het aantal opgeleide reservisten per kamp al gestegen tot 1.500. In 1959 werd de divisie gereorganiseerd tot een speciale trainingsdivisie. In 1961 werd het hoofdkwartier verplaatst naar de Vancouver Barracks in de staat Washington.
In oktober 2007 werd de divisie hernoemd tot de 104e Trainingsdivisie (Leader Training), wat een aanpassing in de missie weerspiegelde, met een focus op de opleiding van officieren en onderofficieren. In 2017 bestond de divisie uit twee brigades, elk bestaande uit 4 tot 5 bataljons.